# Drowning lessons
“Drowning lessons” (en español, “Lecciones de ahogamiento”) es la cuarta pista del disco I brought you my bullets, you brought me your love de la banda My Chemical Romance, publicado en 2002.

## Significado
La canción sigue el concepto del álbum. Él hace todo lo que le es posible por ella y está dispuesto a seguir haciéndolo.
And I´ll keep on making more,

Just to prove that I adore

Every inch of sanity.
(Y seguiré haciendo más

Sólo para probar que adoro

Cada pulgada de cordura.)
Finalmente ella no le da respuestas y acaban separados.